# Kakusei (go)
Le Kakusei (鶴聖) était une compétition de jeu de go au Japon, de 1979 à 2003. Jusqu'en 1986, la compétition se déroulait sous la forme d'un tournoi, et ne comportait donc pas de finale.

## Vainqueurs
| Année | Vainqueur        | Finaliste        |
| ----- | ---------------- | ---------------- |
| 1979  | Rin Kaiho        | -                |
| 1980  | Kato Masao       | -                |
| 1981  | Otake Hideo      | -                |
| 1982  | Cho Chikun       | -                |
| 1983  | Otake Hideo      | -                |
| 1984  | Otake Hideo      | -                |
| 1985  | Cho Chikun       | -                |
| 1986  | Kato Masao       | Otake Hideo      |
| 1987  | Otake Hideo      | Kobayashi Koichi |
| 1988  | Otake Hideo      | Takagi Shoichi   |
| 1989  | O Rissei         | Hashimoto Shoji  |
| 1990  | Kataoka Satoshi  | O Rissei         |
| 1991  | Takemiya Masaki  | Otake Hideo      |
| 1992  | Rin Kaiho        | Otake Hideo      |
| 1993  | O Rissei         | Kato Masao       |
| 1994  | Kobayashi Koichi | Cho Chikun       |
| 1995  | Kato Masao       | Cho Chikun       |
| 1996  | Kato Masao       | Kobayashi Satoru |
| 1997  | Kobayashi Koichi | Kato Masao       |
| 1998  | Rin Kaiho        | Kato Masao       |
| 1999  | O Rissei         | Kato Masao       |
| 2000  | O Rissei         | Hikosaka Naoto   |
| 2001  | Kobayashi Koichi | Yoda Norimoto    |
| 2002  | Yoda Norimoto    | Kobayashi Koichi |
| 2003  | Yuki Satoshi     | Hane Naoki       |